# Mănăstirea Războieni
Mănăstirea Războieni este o mănăstire ortodoxă din România, construită în anul 1496 în satul Războieni din județul Neamț. Ea se află la o distanță de 26 km de orașul Piatra Neamț. Biserica mănăstirii are hramul Sfinții Arhangheli Mihail și Gavriil (sărbătorit în fiecare an pe 8 noiembrie).
Biserica mănăstirii a fost construită de domnitorul Ștefan cel Mare (1457-1504) în anul 1496, la 20 de ani de la Bătălia de la Valea Albă (1476), întru pomenirea oștenilor moldoveni căzuți în acea luptă.
Mănăstirea Războieni a fost inclusă pe Lista monumentelor istorice din județul Neamț din anul 2015, având codul de clasificare NT-II-a-A-10647  și fiind formată din 4 obiective:
- Biserica "Sf. Voievozi" - datând din sec. XV și având codul NT-II-m-A-10647.01;
- Turnul clopotniță - datând din 1862 și având codul NT-II-m-A-10647.02;
- Stăreția - datând din sec. XX și având codul NT-II-m-A-10647.03;
- Chiliile - datând din sec. XIX-XX și având codul NT-II-m-A-10647.04.

## Istoric

### Bătălia de la Valea Albă (1476)
După cum relatează cronicarul Grigore Ureche în "Letopisețul țărâi Moldovei, de când s-au descălecat țara și de cursul anilor și de viiața domnilor carea scrie de la Dragoș vodă până la Aron vodă", sultanul Mahomed al II-lea ("Cuceritorul") a invadat Principatul Moldova în anul 1476, împreună cu o armată numeroasă, dorind să-i pedepsească pe moldoveni pentru înfrângerea suferită de turci, cu un an înainte, în Bătălia de la Podul Înalt. Lui i s-a alăturat o oaste munteană condusă de domnitorul Basarab Laiotă.
În scopul de a diminua forțele moldovenești angajate în luptă, turcii au apelat la ajutorul tătarilor din Crimeea care au traversat Nistrul și au început să prade Moldova. Domnitorul Ștefan cel Mare a fost nevoit să trimită o parte din oastea moldovenească pentru a-i alunga peste Nistru pe tătari.
Ștefan cel Mare s-a retras spre munți, alegând ca loc al bătăliei o mare poiană din pădurea de la Valea Albă (azi satul Războieni din județul Neamț). Aici s-a dat la 26 iulie 1476 bătălia dintre moldoveni și turci. Oastea condusă de sultanul Mahomed Cuceritorul avea 150.000 turci, pe când oastea lui Ștefan cel Mare avea numai 10.000 oșteni moldoveni. Moldovenii au răsturnat copaci uriași în jurul acelei poiene, au săpat un șanț adânc pe lângă acea întăritură și au aruncat pământ peste arborii doborâți, transformând poiana în care se adăpostise într-o adevărată cetate improvizată.
Lupta a fost crâncenă, dar mica oaste moldoveană a fost biruită de numeroasa oaste turcească. Turcii au avut 30.000 de morți, iar moldovenii 200 morți și 800 de prizonieri. În această bătălie, însuși domnitorul moldovean a căzut de pe cal, dar nu a fost rănit. Cu toate că au câștigat lupta, turcii nu au putut supune Moldova, fiind hărțuiți permanent de moldoveni. Ei s-au retras cu armata destrămată și cu armamentul distrus, nereușind să ocupe nici Cetatea Sucevei (apărată de hatmanul Șendrea) și nici Cetatea Neamțului (apărată de pârcălabul Luca Arbore bătrânul).

### Ctitorirea bisericii

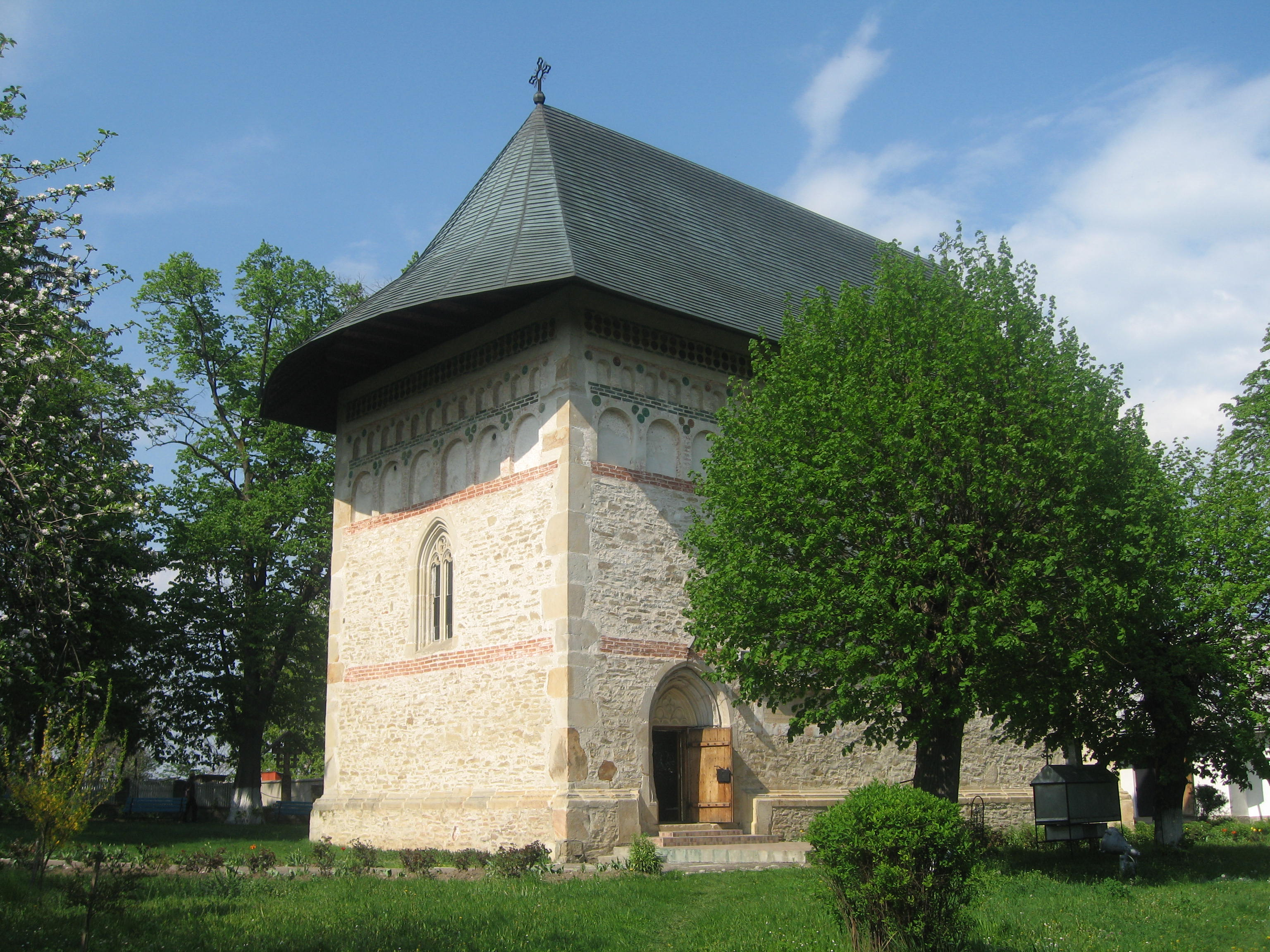
Biserica "Sf. Arhangheli"

În Bătălia de la Valea Albă, mulți oșteni moldoveni au murit, precum și mulți boieri mari. Cronicarul Grigore Ureche descrie astfel pierderile moldovenești: "Și atâta de ai noștri au pierit, cât au înălbit poiana de trupurile de a celor pieriți, până au fostu războiul. Și mulți din boierii cei mari au picatu și vitéjii cei buni au pieritu și fu scârbă mare a toată țara și tuturor domnilor și crailor di prinprejur, daca auziră că au căzut moldovénii suptu mâna păgânilor. (...) Mai apoi, după ieșirea nepriietinilor și a vrăjmașilor din tară, daca au strânsu Ștefan vodă trupurile morților, movilă de cei morți au făcatu și pre urmă ș-au ziditu deasupra oasilor o bisérică, unde trăiește și astăzi întru pomenirea sufletelor." 
Pe peretele sudic al pridvorului, în dreapta ușii gotice, se află o pisanie lungă scrisă în limba slavonă, care reprezintă o cronică murală de o sinceritate impresionantă din istoria Moldovei.
"În zilele binecinstitorului și de Hristos iubitorului Domn, Io Ștefan Voievod, din mila lui Dumnezeu Domn al Țării Moldovei, fiul lui Bogdan Voievod, în anul 6984 (1476), iar al domniei sale anul 20 curgător, s-a ridicat puternicul Mahomed, împăratul turcesc, cu toate forțele sale răsăritene, și încă și Basarab Voievod, poreclit Laiotă, a venit cu el, cu toată țara sa basarabească. Și au venit să prade și să ia Țara Moldovei. Și au ajuns până aici, la locul numit Pârâul Alb...
Și noi, Ștefan Voievod, cu fiul nostru Alexandru, am ieșit înaintea lor aici și am făcut mare război cu ei, în luna iulie 26. Și cu voia lui Dumnezeu au fost înfrânți creștinii de către păgâni. Și au căzut acolo mulțime mare de ostași ai Moldovei. Atunci și tătarii au lovit Moldova din ceea parte. 
De aceea, a binevoit Io Ștefan Voievod, cu buna sa voință a zidit această casă în numele arhistratigului Mihail și întru rugă sieși și Doamnei sale Maria, și fiilor săi Alexandru și Bogdan și pentru amintirea și întru pomenirea tuturor dreptcredincioșilor creștini care s-au prăpădit aici.
În anul 7004 (1496), iar al domniei sale anul 40 curgător, în luna noiembrie 8."
Nici cronica lui Grigore Ureche și nici pisania nu precizează cât a durat construcția bisericii. Luând în considerarea proporțiile reduse ale bisericii, istoricul Constantin Turcu (1903-1980) a presupus că s-ar fi început construcția bisericii la 26 iulie 1496, când s-au aniversat 20 de ani de la lupta de la Valea Albă.
Această biserică este clădită pe osemintele ostașilor căzuți în luptă. Sub lespezile de piatră ale edificiului, din naos până în altar, pe o lungime de 10 m, o lățime de 3,5 m și o grosime de 30 de cm se află acele oseminte.

### Așezământ mănăstiresc

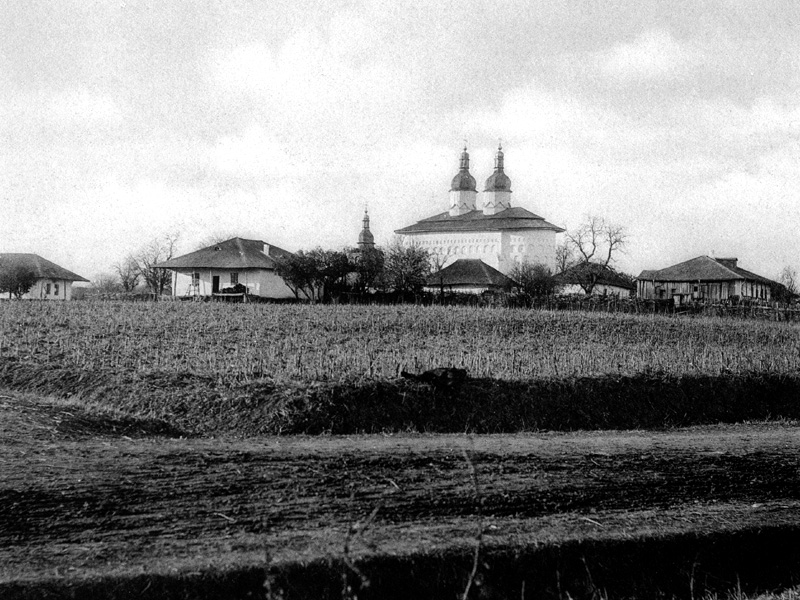
Mănăstirea Războieni - fotografie de epocă din perioada 1901-1904. A fost realizată de Alexandru Antoniu (1860-1925) și publicată în "Album general al României: compus din 300 tablouri reprezentînd monumentele istorice și contimporane, posițiuni pitoresci, Domeniul Coroanei și costume naționale cu descrierea istorică și pitorească" (Dresden, C. G. Röder, 1901-1904).

Biserica "Sf. Voievozi" din Războieni a funcționat ca biserică parohială până în anul 1734, când a fost înființată Mănăstirea Războieni, cu obște de călugări. În anul 1803, mitropolitul Veniamin Costachi a schimbat statutul mănăstirii, transformând-o în mănăstire de maici. Printre starețele Mănăstirii Războieni este de menționat schimonahia Suzana Ștefănescu (1830-1925), sora episcopului Melchisedec Ștefănescu al Romanului. Ea a stărețit aici între anii 1906-1925, lăsând în Mănăstirea Războieni, la moartea sa, o obște de peste 50 de călugărițe.
De-a lungul timpului, biserica a suferit unele modificări constructive. Astfel, în secolul al XIX-lea s-au adăugat două turnulețe, fără legătură cu bolțile, precum și un mic pridvor care a încadrat ușa de intrare de pe latura sudică. Fațadele exterioare au fost tencuite și văruite. În anul 1862 a fost construit turnul-clopotniță pe sub care se intră în incinta mănăstirii.
Mănăstirea Războieni a fost desființată prin Decretul nr. 410/1959, iar biserica voievodală a devenit biserică de parohie. Maicile în vârstă au fost trimise la mănăstirile Agapia, Văratec și Slatina, iar cele tinere au fost scoase din monahism. Cu toate acestea, patru maici au rămas la Războieni, părăsind numai de formă veșmântul monahal. Cele mai multe chilii mănăstirești au fost demolate.
Între anii 1975-1977 au fost efectuate lucrări de restaurare a bisericii. Cu acest prilej au fost îndepărtate cele două turle adăugate în secolul al XIX-lea, pridvorul de la intrare și celelalte adaosuri, biserica fiind readusă la înfățișarea inițială. Săpăturile arheologice au dus la descoperirea unor gropi în care se aflau osemintele oștenilor căzuți, înhumate fără o ordine anume. Deoarece craniile decedaților nu au fost descoperite, se presupune că ele au fost depuse sub altar.
După căderea regimului comunist, mănăstirea a fost redeschisă în anul 1990, aici sosind un grup de maici și surori de la Mănăstirea Văratec, precum și cele patru călugărițe care făceau parte din obștea mănăstirii la momentul desființării. După reînființarea mănăstirii, obștea monahală de acolo a fost îndrumată de egumena Glicheria Mănăstireanu (1990-1994), stareța Olimpiada Neagu (1994-1998) și stareța stavroforă Acachia Căuș (din 1998).
În prezent, Mănăstirea Războieni are o obște de 26 de monahii și surori. Aici funcționează ateliere de croitorie, sculptură, litografiere icoane, țesut covoare și tâmplărie.

## Arhitectura bisericii
Biserica "Sf. Voievozi" are un plan dreptunghiular, asemănându-se cu bisericile ștefaniene de la Piatra Neamț și Borzești. Ea este construită din piatră, are ziduri foarte groase și un soclu din piatră cioplită, fără abside laterale sau turle. Absida altarului este poligonală pe interior și semicirculară pe exterior, fiind acoperită de nouă firide alungite. Pereții bisericii sunt susținuți de două contraforturi așezate oblic la punctul de încheiere a absidei cu pereții naosului și de un picior de contrafort sub fereastra altarului.
Acoperișul bisericii este în patru ape, cu pante repezi și streașină largă. Sub cornișă se află două rânduri de ocnițe, două din rândul de sus corespunzând uneia din rândul de jos. De-a lungul edificiului, se află o decorație formată din cărămizi smălțuite și discuri policrome cu bumbi.
Lăcașul de cult este iluminat în interior prin cinci ferestre: două ferestre în pronaos (una în peretele sudic și una în cel vestic), având dimensiuni mari și ornamente gotice în arc frânt, două ferestre în naos și una în axul absidei altarului. Ultimele trei ferestre au dimensiuni mici, înguste, cu rame de baghete încrucișate la colțuri. Mai exista inițial și o fereastră pe latura nordică a pronaosului, care a fost astupată complet.
În interior, biserica este împărțită în cele trei încăperi tradiționale: pronaos, naos și altar. Ușa de intrare în biserică se află pe latura sudică a pronaosului și este decorată cu chenare de muluri în arc frânt. Pronaosul este acoperit cu două calote sferice, despărțite printr-un arc dublou. Între pronaos și naos se află un perete despărțitor; portalul de intrare are un chenar dreptunghiular cu baghete încrucișate. Naosul are o cupolă sprijinită pe patru arce piezișe. Altarul nu are diaconicon și proscomidiar, ci două nișe mici săpate în perete.
Nu există atestări documentare privitoare la pictarea pereților interiori ai bisericii, deci nu se știe dacă a fost pictată sau nu în timpul domniei ctitorului. Pictura actuală a lăcașului de cult datează din secolul al XIX-lea.

## Monumentul eroilor din Bătălia de la Valea Albă
La sfârșitul secolului al XIX-lea, câțiva ofițeri din Regimentul 15 Dorobanți cu garnizoana la Piatra Neamț au luat inițiativa ridicării unui monument comemorativ al marii lupte pentru apărarea țării de la Valea Albă. S-a format un comitet condus de profesorul V.A. Urechia, care s-a ocupat de strângerea de fonduri. Monumentul a fost realizat de sculptorul alsacian Visenberger și a fost inaugurat la 27 octombrie 1897, printr-o înălțătoare sărbătoare patriotică.

## Mănăstirea Războieni în literatura română
Printre primii scriitori care au poposit aici s-a aflat poetul și diplomatul Dimitrie Bolintineanu, aflat în toamna anului 1857 într-o călătorie prin Principatul Moldovei. El a descris această călătorie în volumul de memorialistică "Călătorii în Moldova" (1859). Plecat din Iași pentru a vizita mănăstirile Moldovei, el ajunge abia pe seară la podul de pe râul Moldova, ca urmare a faptului că vizitiul evreu rătăcise drumul. Este nevoit să ceară găzduire pentru noapte boierului Ștefan Catargiu pe a cărui moșie se aflau. A doua zi a ajuns la Mănăstirea Războieni pe care o descrie astfel: "Mănăstirea Războieni este așezată pe o mică înălțime, în comparație cu albia micului râu ce cură despre sud, la poalele unui șir de dealuri". Poetul prezintă lupta de la Valea Albă din 1476, apoi vizitează biserica și este primit de stareța Iustina Patrașca și de maica Agafia, către care avea scrisori de recomandare. Poetul laudă manierele maicilor, precum și patriotismul lor. A rămas peste noapte în casa maicii Agafia, discutând în special despre Unirea Principatelor Române, maicile mărturisind că se rugaseră la biserică pentru realizarea idealului național.

## Imagini

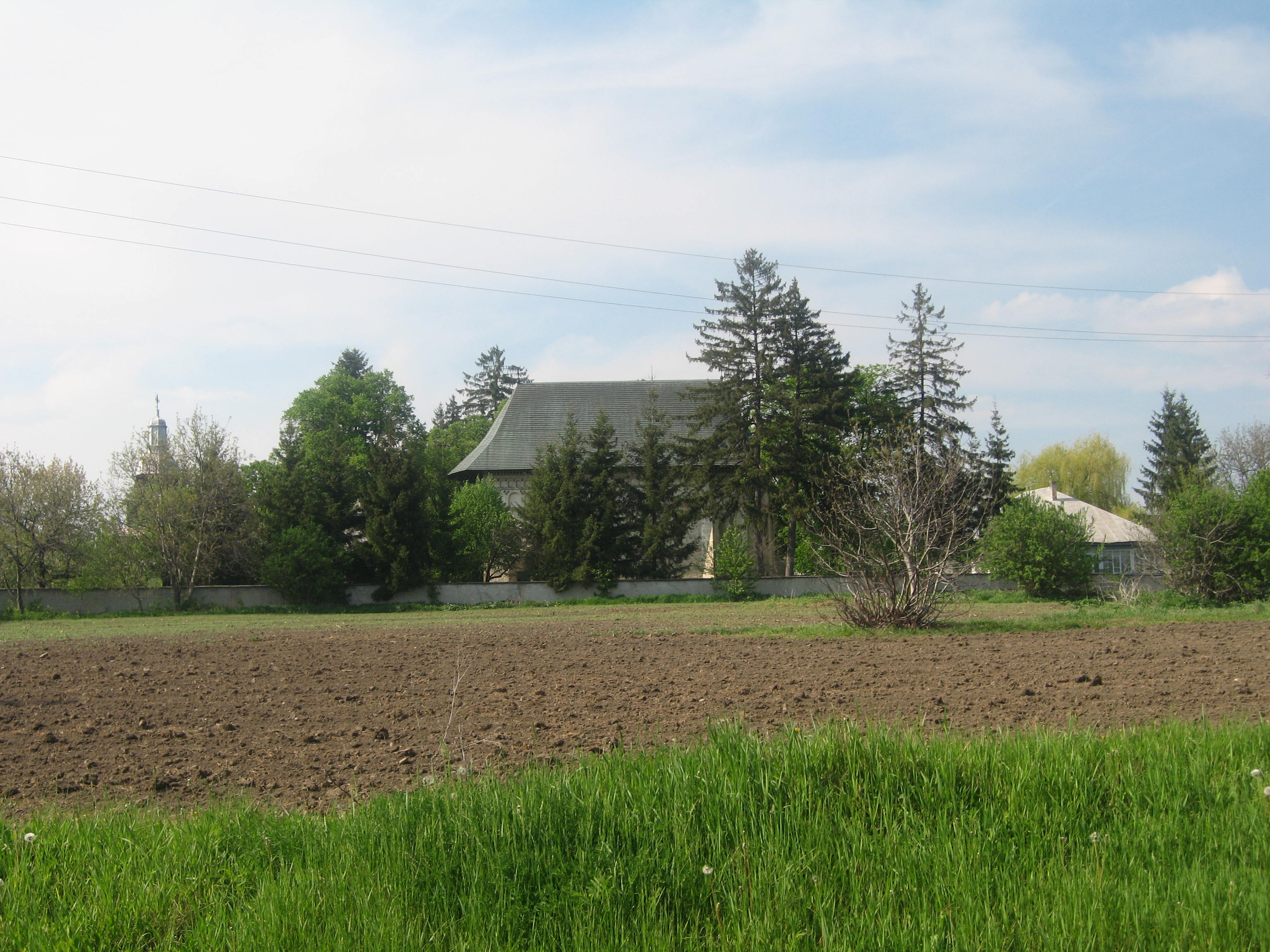
Mănăstirea Războieni văzută dinspre sud
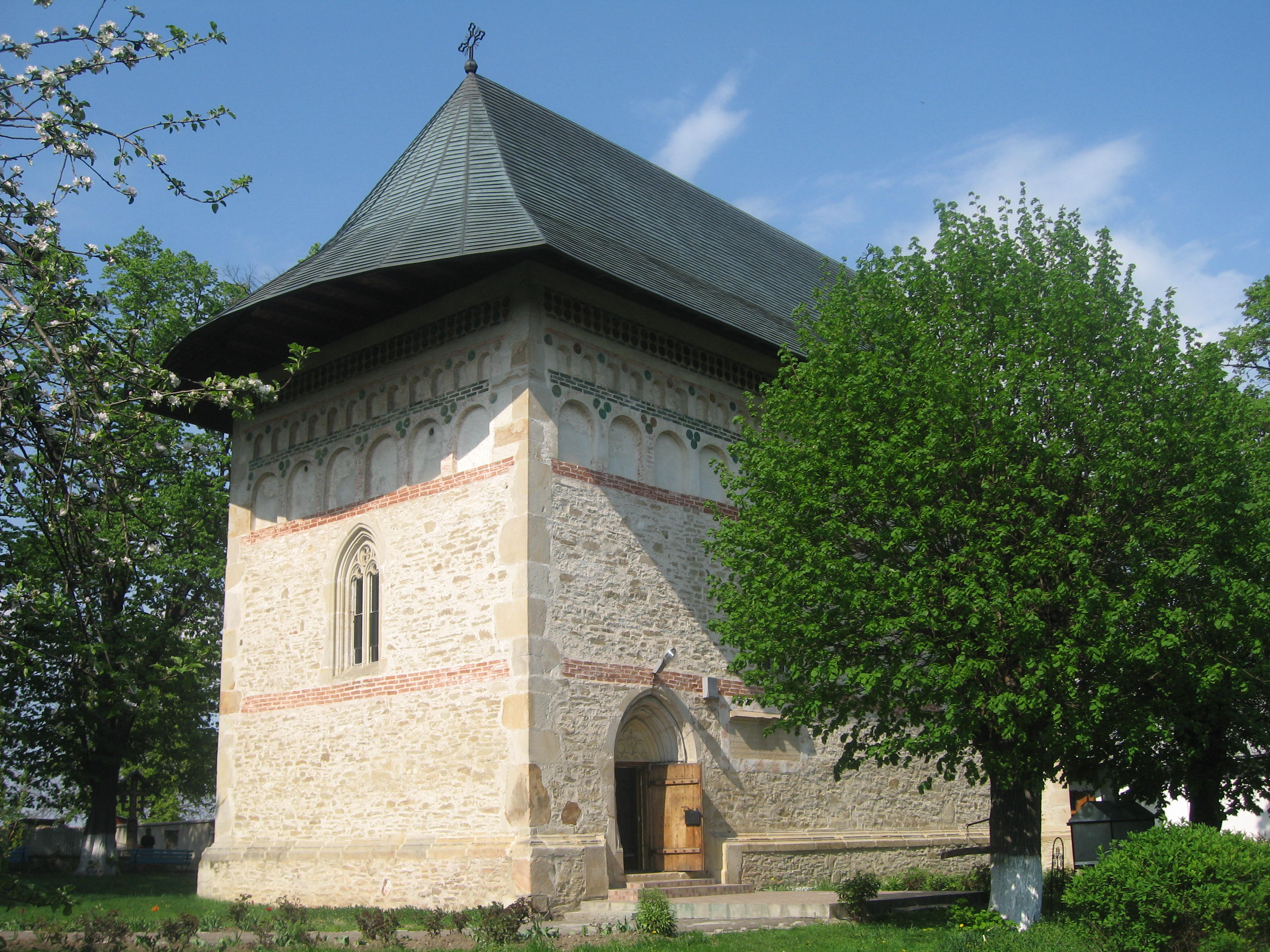
Vedere dinspre sud-vest
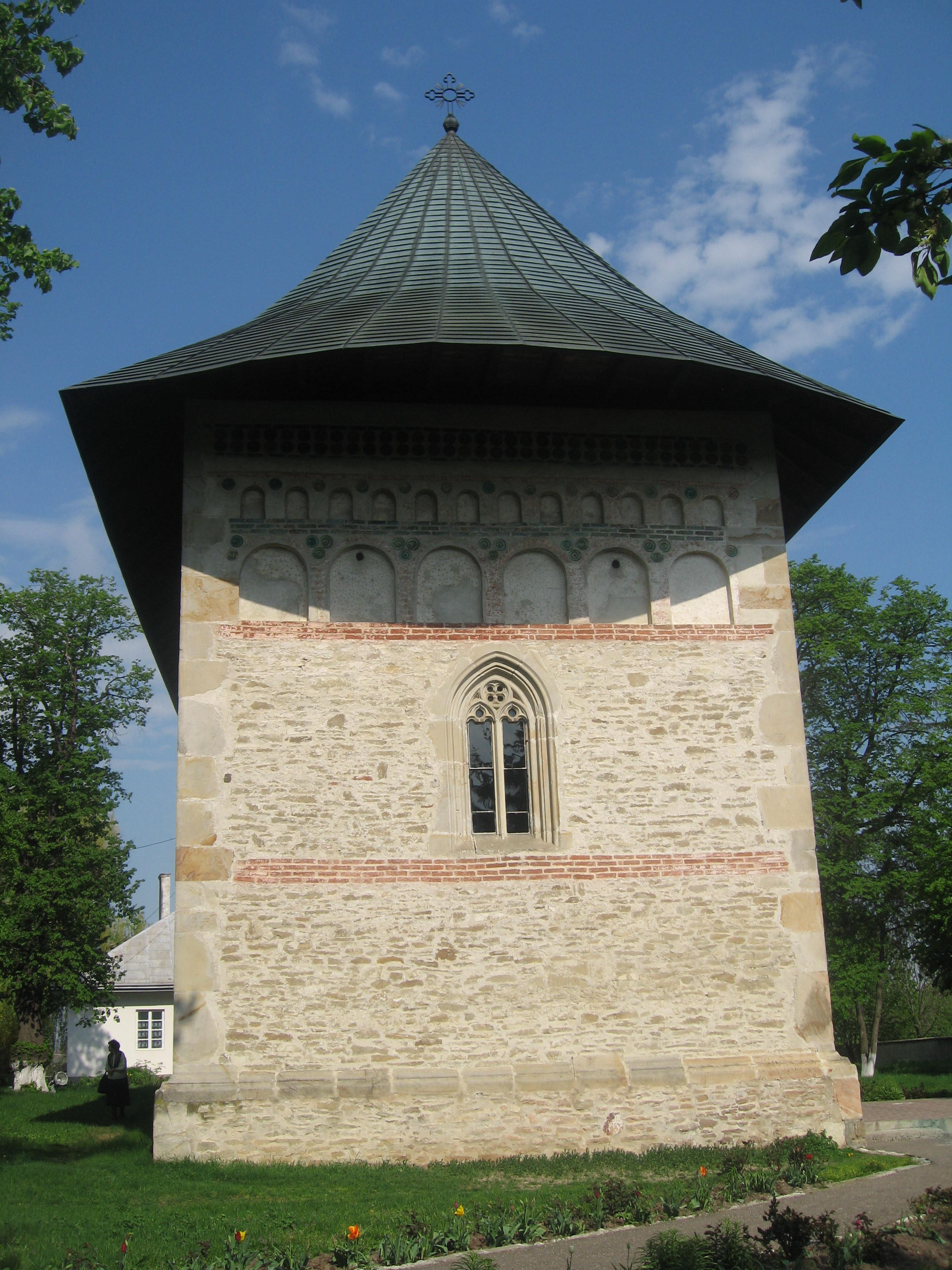
Latura vestică
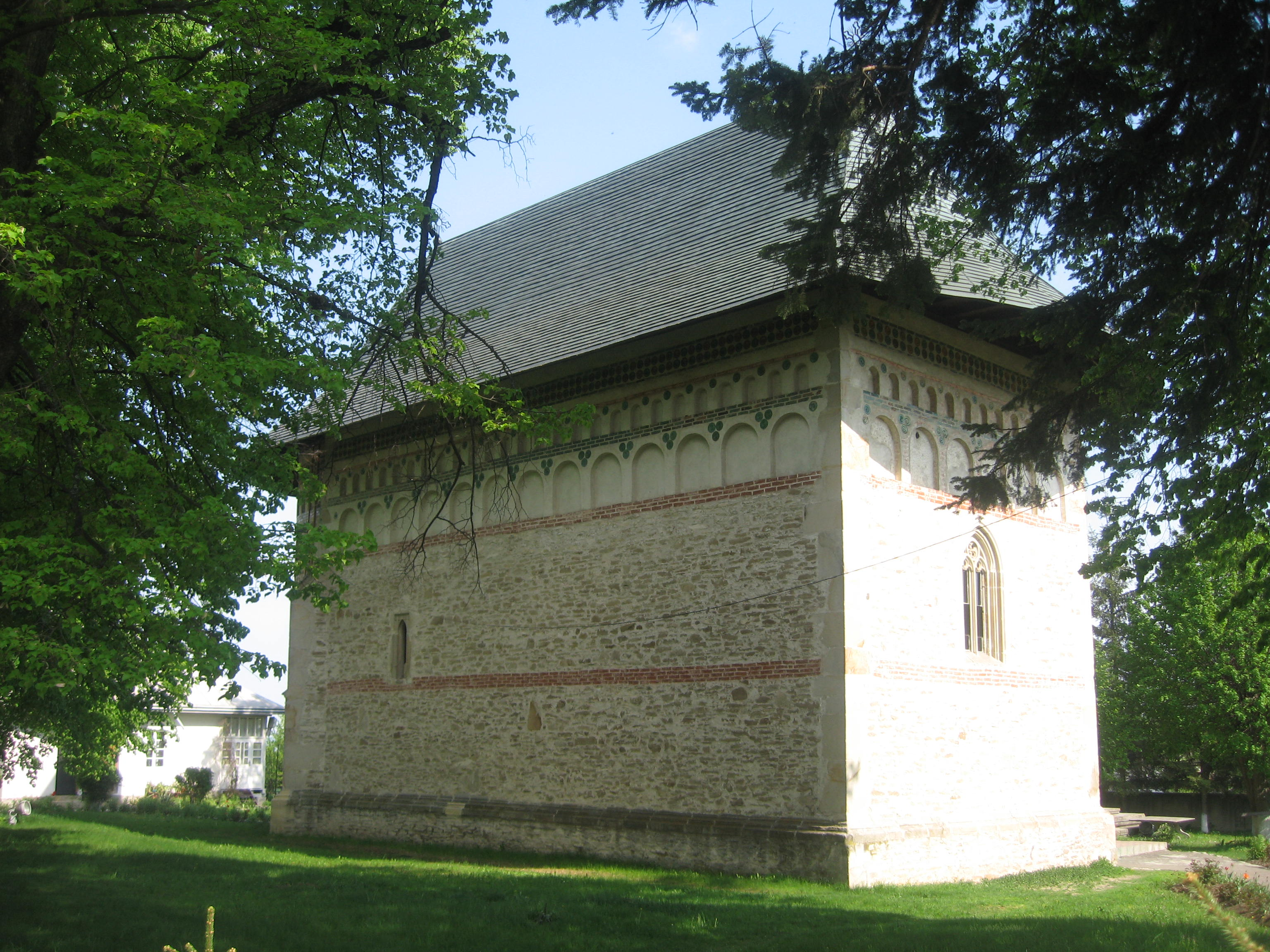
Vedere dinspre nord-vest
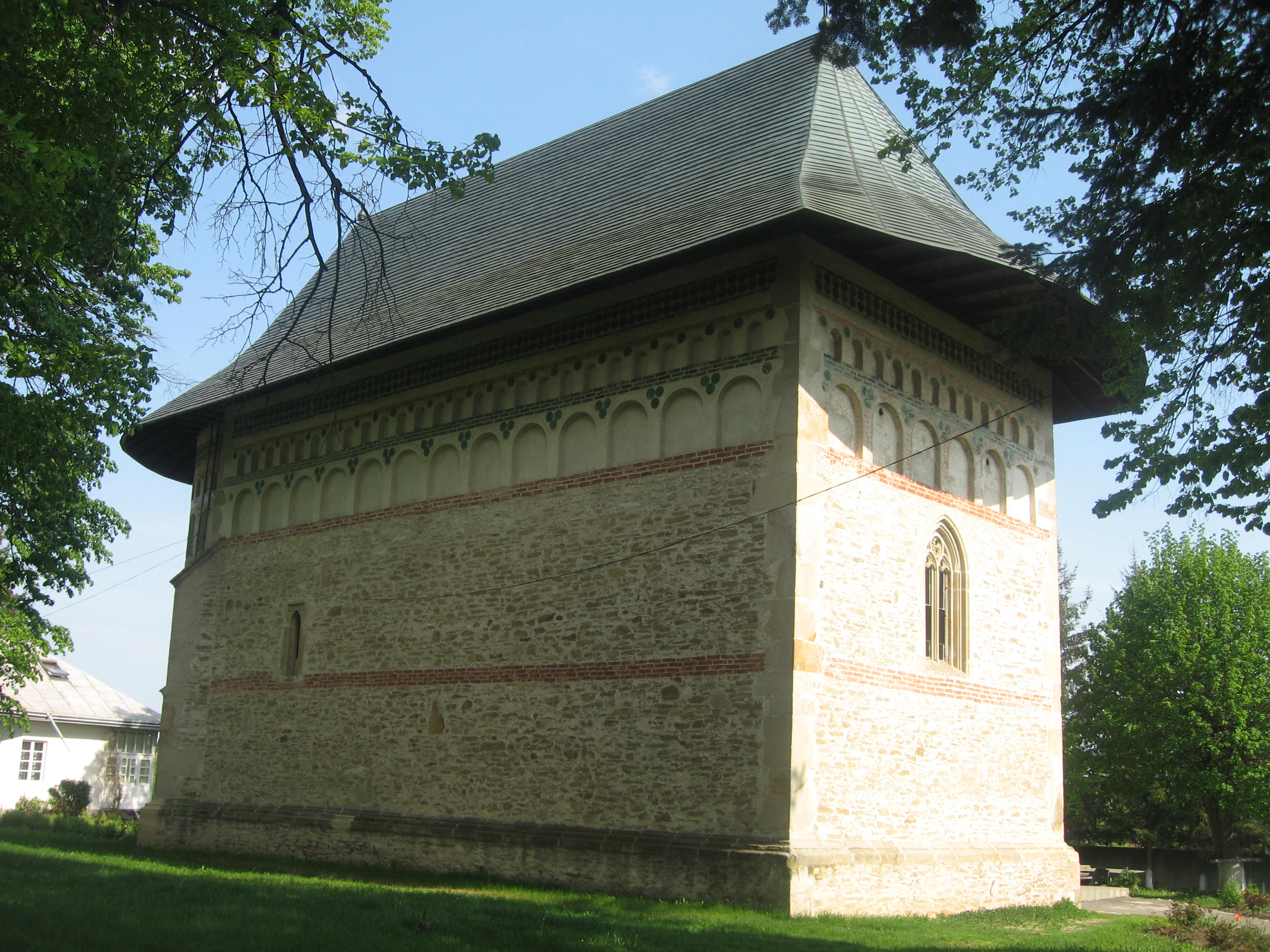
Vedere dinspre nord-vest
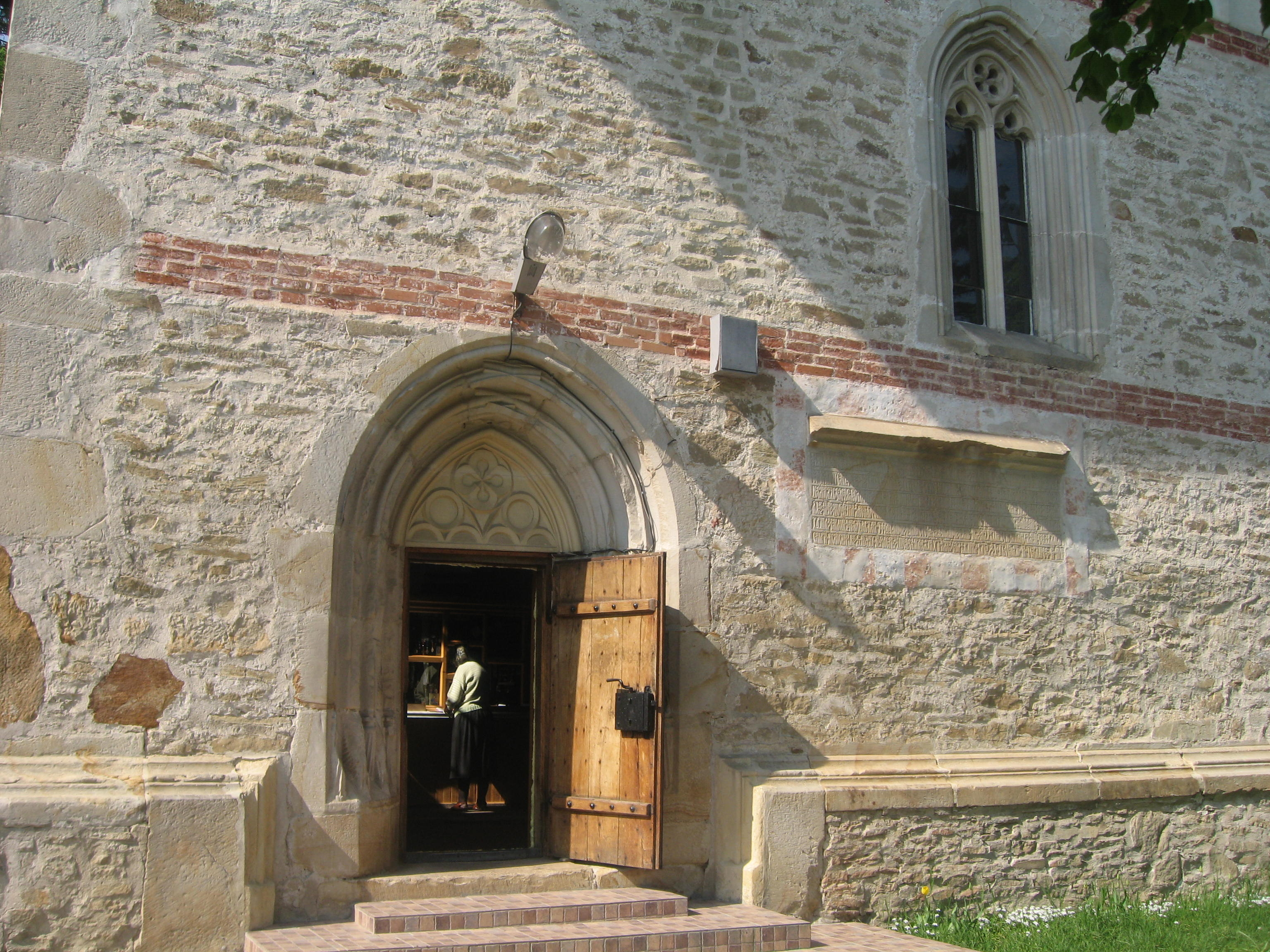
Portalul de intrare, pisania şi o fereastră în stil gotic
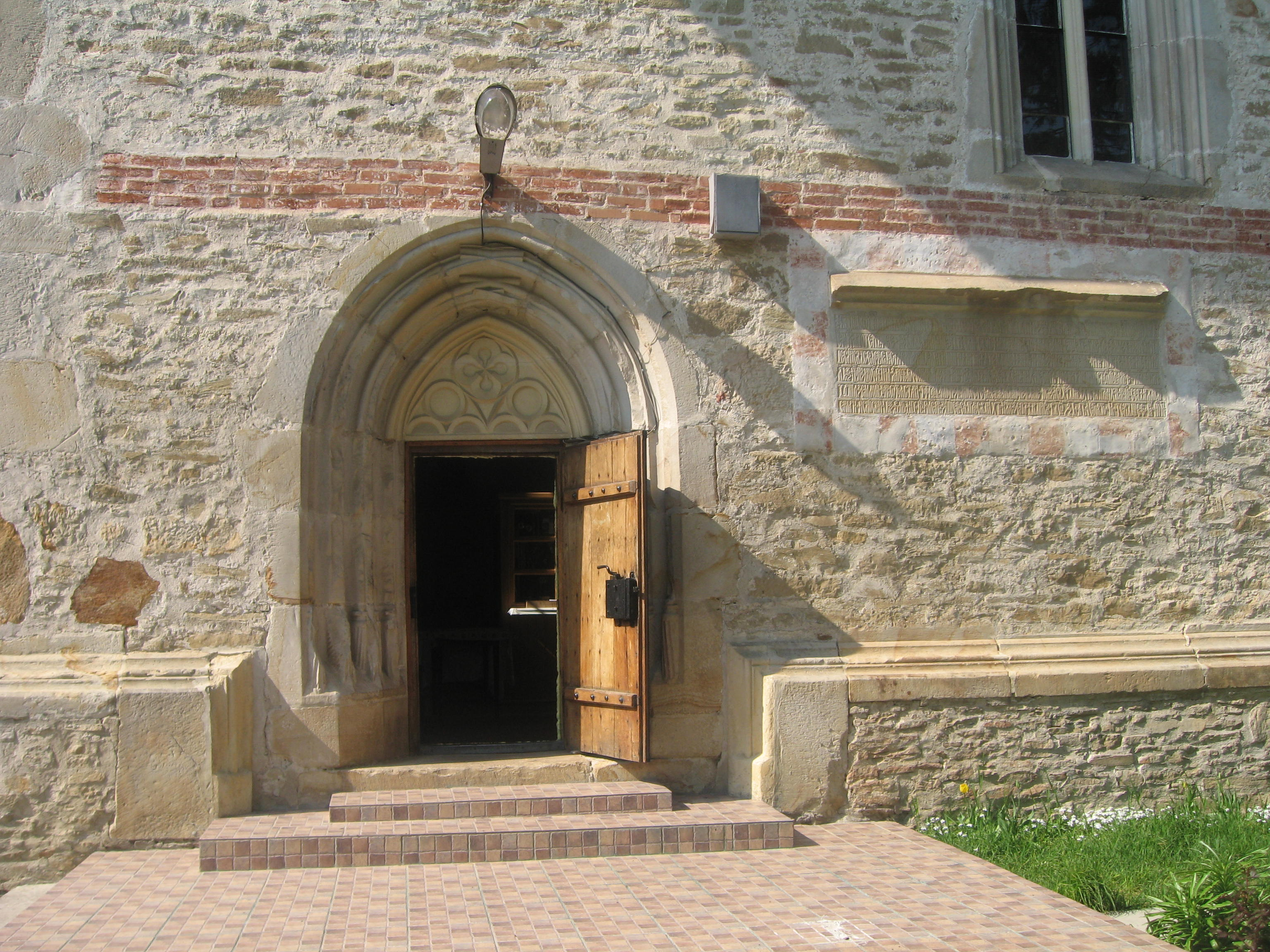
Portalul de intrare şi pisania
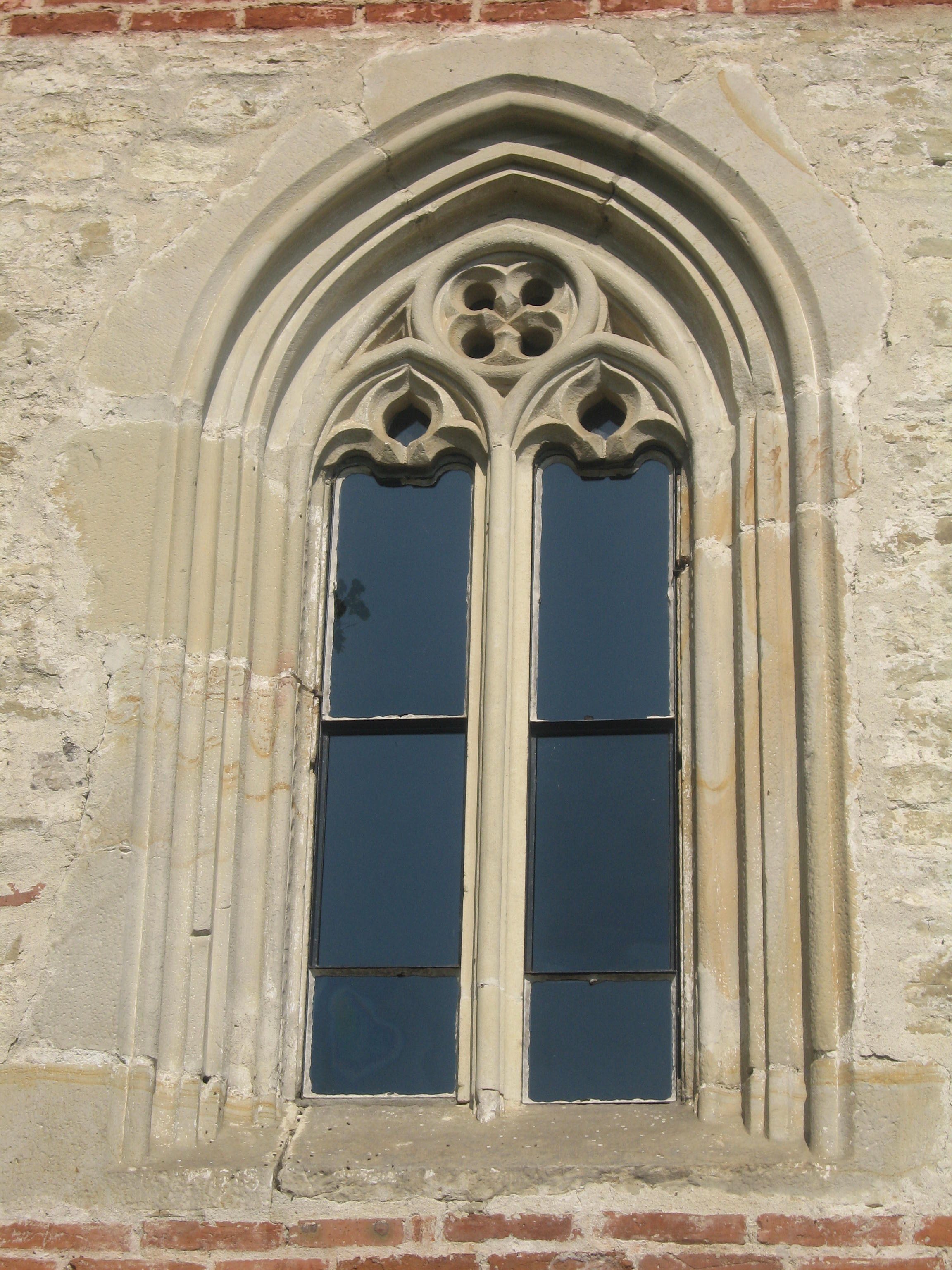
Fereastră în stil gotic
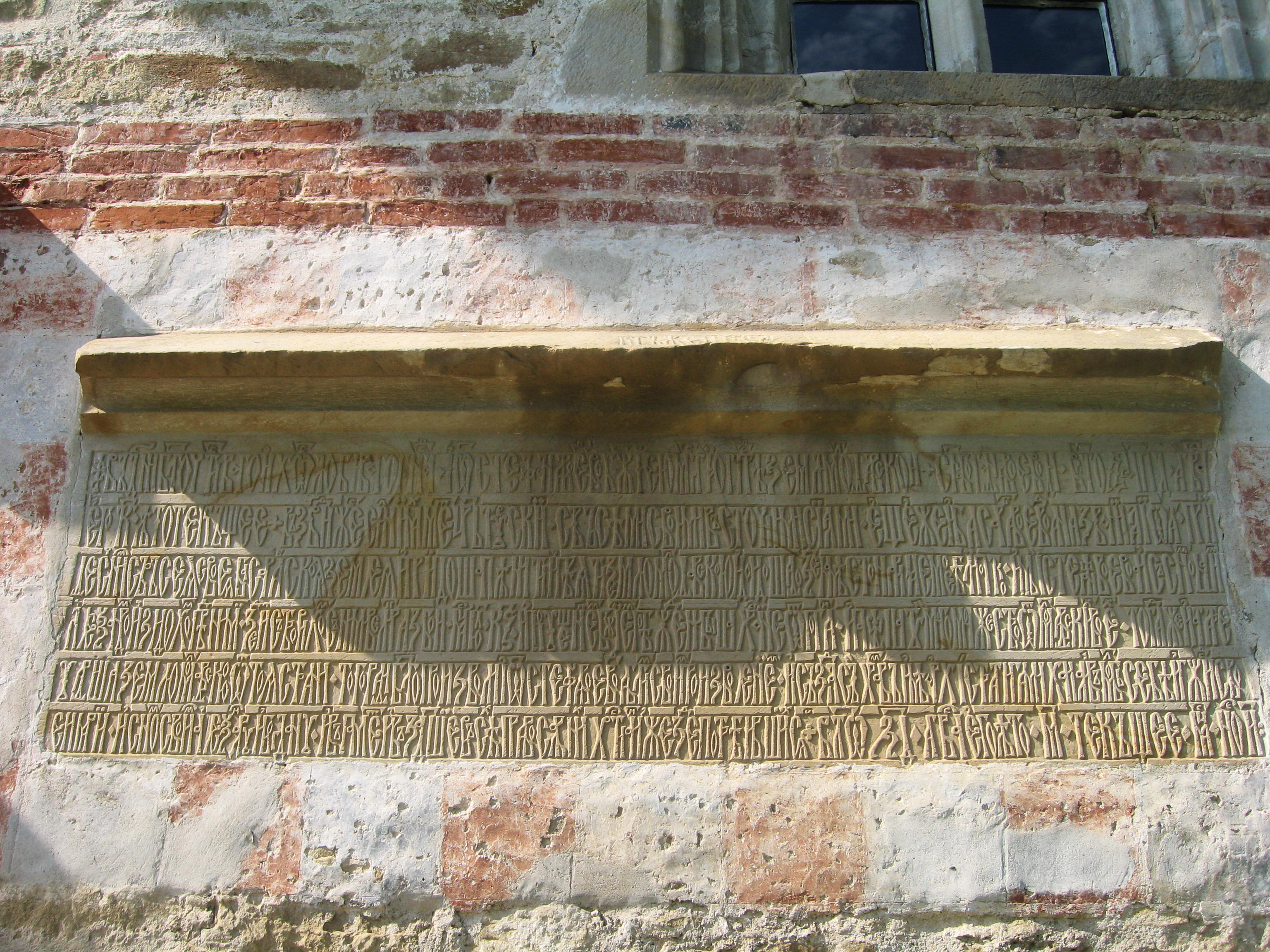
Pisania
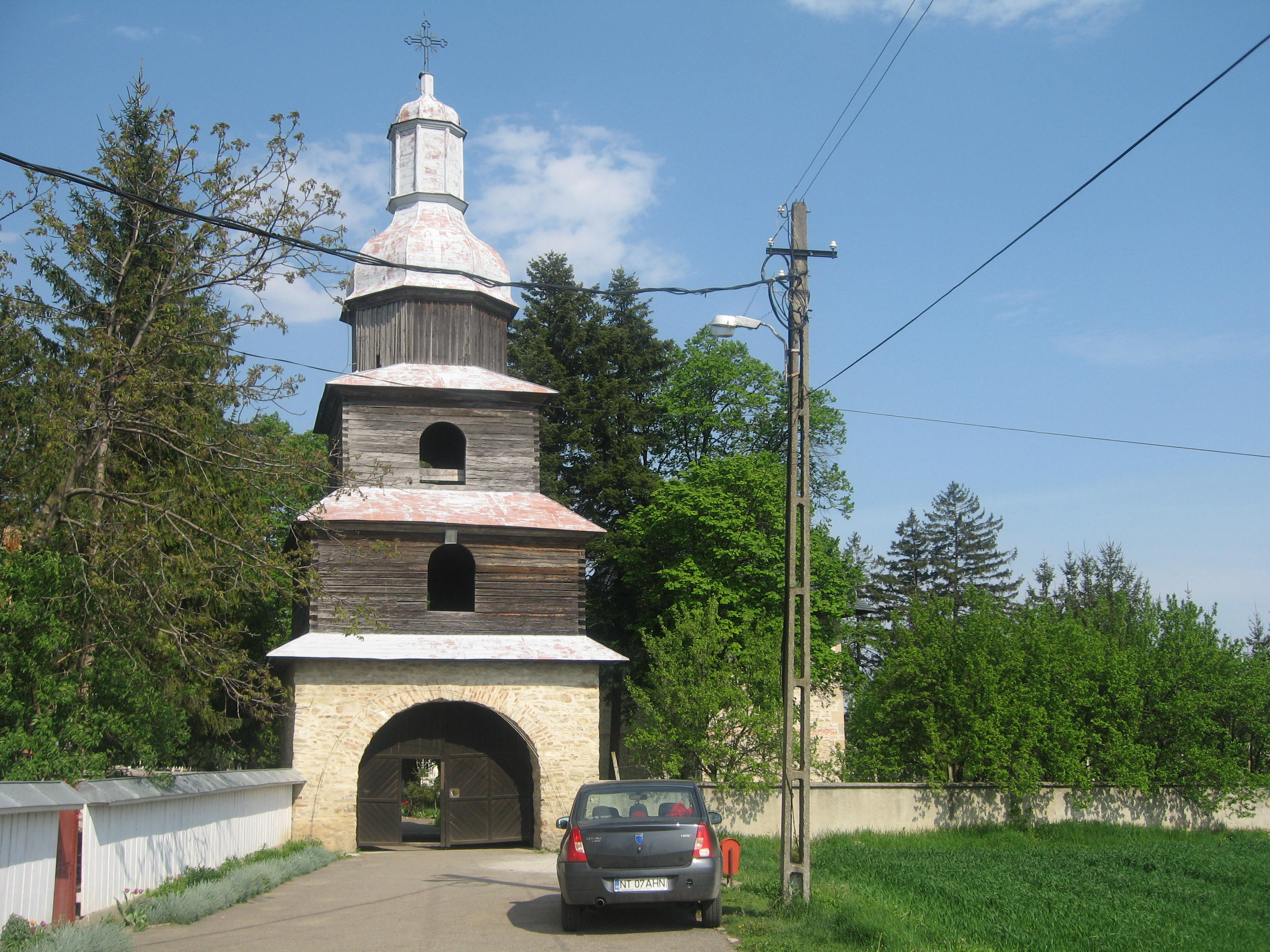
Intrarea în incinta mănăstirii
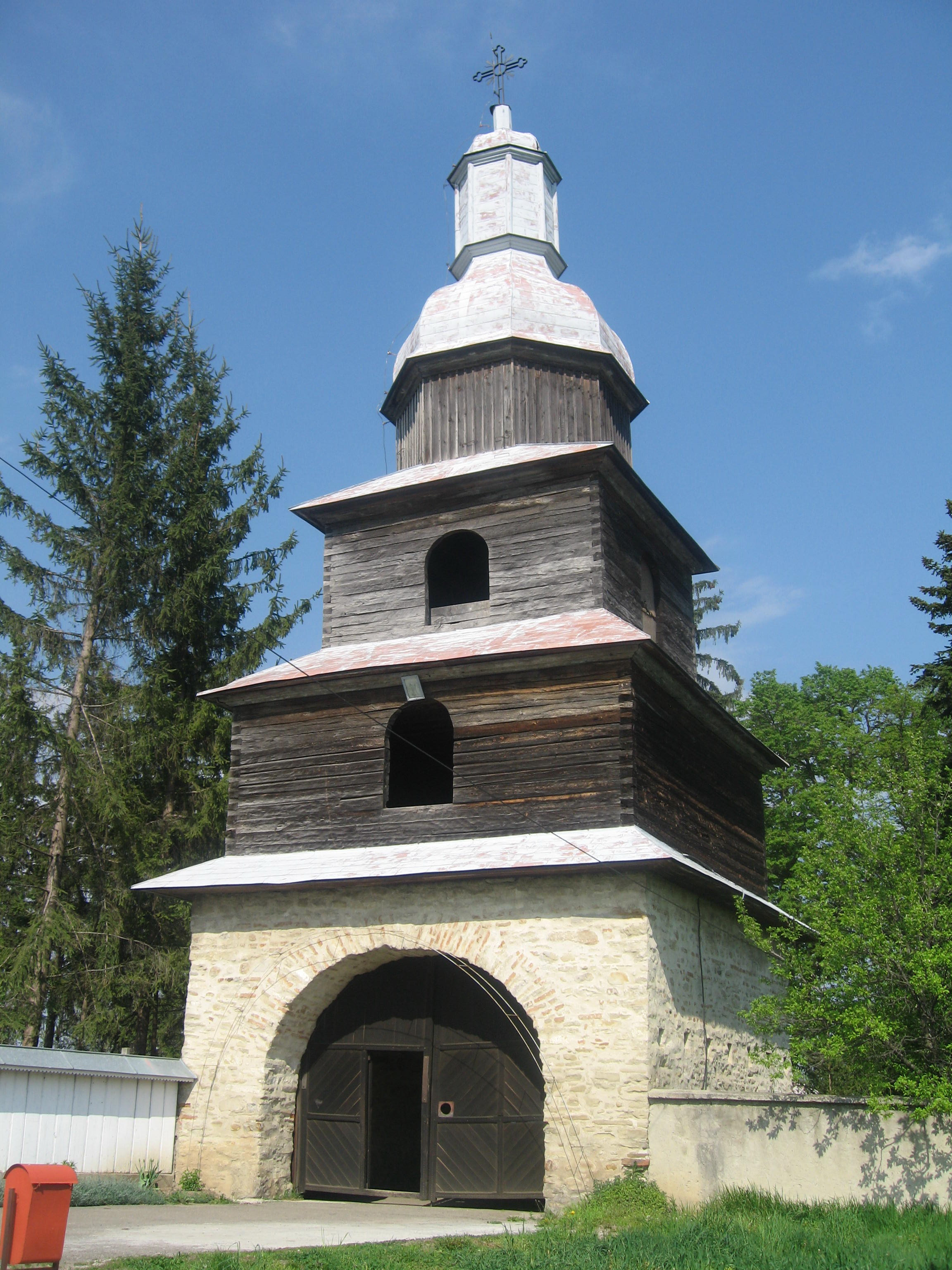
Turnul clopotniţă
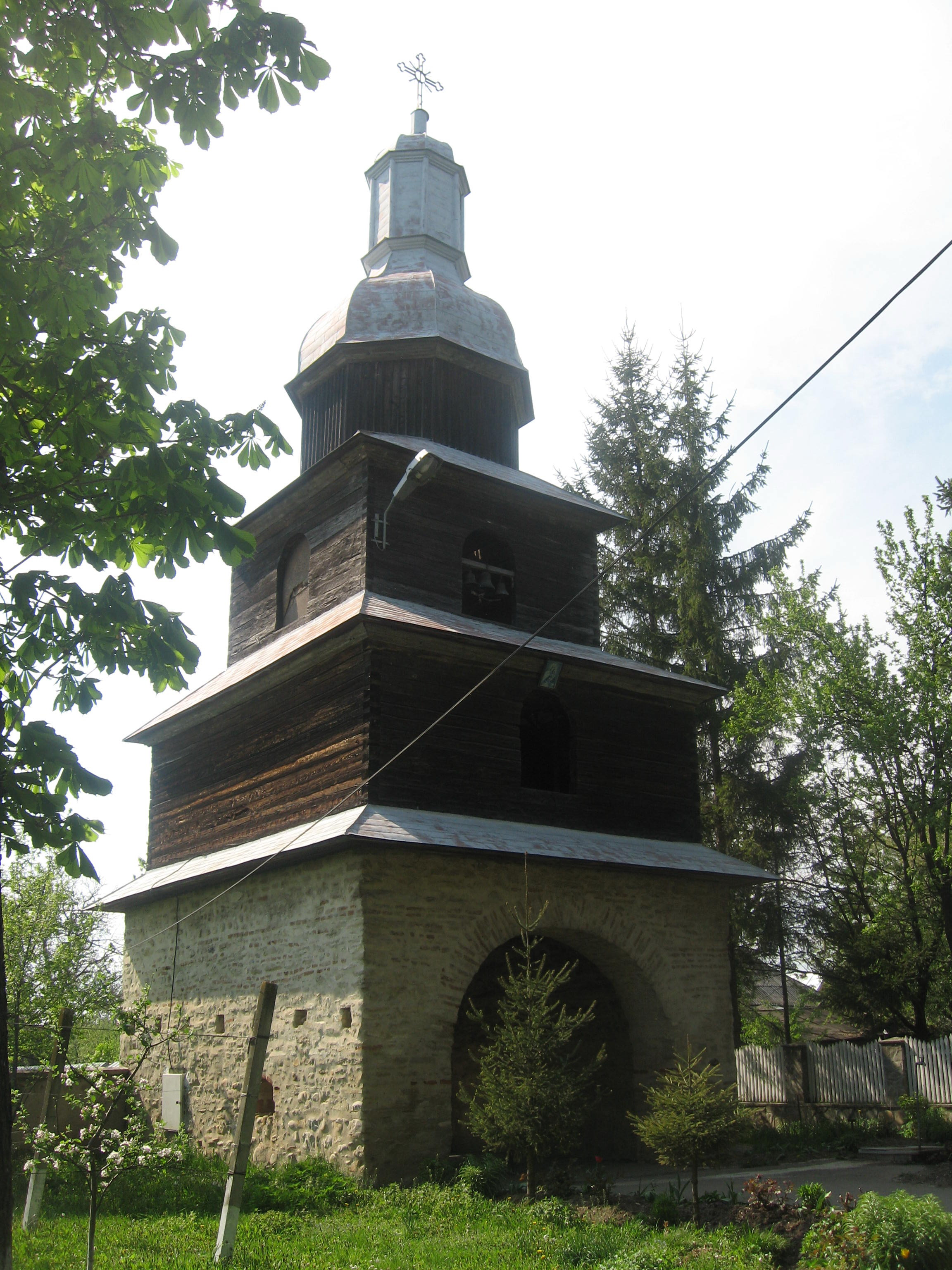
Turnul clopotniţă văzut din incinta mănăstirii